# DATE (アルバム)
『DATE』（デート）は、日本のシンガーソングライターである岡村靖幸の2枚目のオリジナル・アルバム。
1988年3月21日にEPIC・ソニーからリリースされた。前作『yellow』（1987年）より1年振りにリリースされた作品であり、有賀啓雄が作詞を手掛けた「どうかしてるよ」以外は全作詞および作曲を岡村が担当、プロデュースはMaxine system Company名義となっている。本作は岡村がコンサートにおいて頻繁に発言していた「デート」という言葉からタイトルが決定され、またライブ時の再現性を考慮せずにレコーディングが行われた。
本作はオリコンアルバムチャートにおいてLP盤が最高位第30位、総合では最高位第42位となった。本作からは先行シングルとして「イケナイコトカイ」がリリースされたほか、日本テレビ系テレビアニメ『シティーハンター2』（1988年 - 1989年）のエンディングテーマとして使用された「Super Girl」がリカットされている。

## 背景
前作『yellow』（1987年）リリース後、同年4月4日に岡村靖幸はフジテレビ系深夜番組『オールナイトフジ』（1983年 - 1991年）に初出演する。同年4月7日の札幌メッセホール公演を皮切りに、同年4月21日の渋谷公会堂公演までコンサートツアー「1987 TOUR Yellow」を7都市全7公演実施。5月21日には3枚目のシングル「Young oh! oh!」をリリースし、6月12日からは全国キャンペーンを6か所にて実施。6月25日にはテレビ神奈川音楽番組『Live TOMATO』（1986年 - 1993年）において5曲分のライブ映像が放送された。7月21日には4枚目のシングル「Dog Days」をリリースし、8月5日および6日には広島サンプラザホールにて開催されたイベントライブ「平和がいいに決まっている」に出演し安全地帯およびHOUND DOG、RED WARRIORS、渡辺美里、尾崎豊などと共演、自身の曲である「Young oh! oh!」および「Dog Days」の演奏時には尾崎が飛び入りで参加し共演することとなった。また「ロックシティカーニバル」と題されたライブシリーズにおいて、8月15日には岩手産業文化センター野外特設会場、8月16日には秋田向浜県営サッカーラグビー場、8月18日には青森浅虫ヨットハーバー野外、8月20日には仙台泉パークタウンスポーツガーデン特設会場での公演にそれぞれ参加した。8月21日および22日には熊本グリーンピア南阿蘇アスペクタにて開催された「BEAT CHILD」に参加した。
1988年2月1日には5枚目のシングル「イケナイコトカイ」をリリース。1988年のポップミュージック・シーンでは、完成したばかりの東京ドームにて4月にロックバンドのBOØWYが解散ライブを実施、また東京ベイNKホールや汐留PIT、MZA 有明、日清パワーステーション、CLUB QUATTRO、CLUB CITTA'川崎などの新たなライブ会場が続々と新設されたほかに首都圏FM局であるJ-WAVEとNACK5が開局するなどの出来事があった。その他にも松田聖子を筆頭にタレント・ショップが次々と開店し、TM NETWORKのブレイクやB'zのデビュー、RCサクセションのアルバム『COVERS』が発売中止となり、オリコンチャートの年間シングルチャートの上位3位を光GENJIが独占するなどの出来事があった。
音楽以外ではファミリーコンピュータ用ソフト『ドラゴンクエストIII そして伝説へ…』が2月10日に発売され、発売当日にはビックカメラ池袋店の行列が1万人を超える長蛇の列となり、その模様はニュースなどで報道され総売り上げは380万本を超える事態となった。同時期の岡村靖幸は同業者ではなくファミリーコンピュータをライバル視しており、発売前日から1万人が列をなして望むような音楽がないことを指摘した。当時の岡村はファミリーコンピュータを愛好していたことから、帰宅後すぐに電源を入れてゲームをプレイする状況であり、娯楽の例えとして頻繁にファミリーコンピュータの名を使用していた。

## 録音、音楽性と歌詞
本作は1987年8月24日にレコーディングが開始され、翌1988年2月8日に完成し同日午後1時頃からアルバムジャケット用の撮影が行われた。
本作はライブ時におけるステージ上での再現性については考慮せずにレコーディングが進められた。岡村は前年に行われたコンサートツアーにおいて「最近デートした?」や「キミとデートしたい!」とMCを行っており、初デート時の高揚感をイメージさせる目的から本作のタイトルを『DATE』にしたと述べている。また岡村は本作のテーマは「青春」であるとも述べており、当時EPIC・ソニーに所属していたプロモーターの西岡明芳は、「ちょっとませた青春。魅力的なものとか、いろいろなものが目の前に現れていっては消えていくみたいな時代だというようなことをたぶん思っていたと思います」と解説している。
芸術総合誌『ユリイカ7月臨時増刊号 総特集=岡村靖幸』においてライターのばるぼらは、「岡村のライヴはライヴではなく男女関係なく岡村とのデートなのである」と主張したほか、「デートという言葉から連想されるような心理的密着感と青春のドキドキ感が歌詞に表れたのは本作から」であるとも主張している。また、ばるぼらは前作が岡村主演のテレビドラマを見ているかのような距離感であるとすれば、本作はすぐ隣に岡村がいるような急接近する感覚があり「圧倒的な変化」であると述べている。岡村は本作に関して以下のコメントを残している。
初めてのデートの頃ってさ、“電話していいカナ”とか“アノコ俺に気があるんじゃないの～マイッタなあ”とか、そ～ゆ～ドキドキとかワクワクする感情があるでしょ。それを、このLP聴いたら起こしてもらいたいから、タイトルにしました。—岡村靖幸, 
B・PASS 1988年4月号

## 楽曲

### SIDE A
1. 「19 (nineteen)」
本作では前作にはなかった女性に対する表現が増加していると音楽評論家の田家秀樹は指摘しており、本曲における泣いている女性への表現が岡村の女性に対する扱い方やセンチメンタリズムが表出していると述べている[9]。当時EPIC・ソニーに所属していたプロモーターの西岡明芳は、「言葉の選び方1つ1つが新鮮だったし、新しいものの見方、岡村くんならではのものの見方と言いますか。そんな1つ1つ言葉が散りばめられている感じですね」と述べている[9]。トリビュート・アルバム『どんなものでも君にかないやしない 岡村靖幸トリビュート』（2002年）において、flex lifeによるカバーが収録されている[10]。
2. 「Super Girl」
6枚目のシングル。詳細は「SUPER GIRL」の項を参照。
3. 「生徒会長」
ヘヴィメタルを愛好する少年と生徒会長が対立する青春ドラマを描いた楽曲[8]。
4. 「Lion Heart」
トリビュート・アルバム『どんなものでも君にかないやしない 岡村靖幸トリビュート』（2002年）において、Lyricoによるカバーが収録されている[10]。
5. 「いじわる」
西岡は本曲の歌詞の世界観が強く印象に残っていると述べ、歌詞中に「靖幸」という人称が使用されていることや、ディスコの風景が描かれていることなどから当時の岡村の実体験が描写されていると述べている[11]。また、田家は当時のブラックミュージックにおいては艶めかしい歌詞が存在していたと述べた上で、岡村は日本語での過激な性的表現を行ったパイオニアであると指摘している[11]。

### SIDE B
1. 「DATE」
2. 「どうかしてるよ」
シングル「SUPER GIRL」のカップリング曲。
3. 「うちあわせ」
4. 「不良少女」
5. 「イケナイコトカイ」
5枚目のシングル。詳細は「イケナイコトカイ」の項を参照。

### CD盤ボーナス・トラック
1. 「19才の秘かな欲望」
CD盤のみ収録のボーナス・トラック[12]。シングル「イケナイコトカイ」のカップリング曲。渡辺美里のアルバム『Lovin' you』（1986年）[13][14]に収録されている同名楽曲のセルフカバー[12]。岡村は自身のデビュー前に制作した楽曲であるために本曲を収録したと述べている[12]。

## リリース、プロモーション、ツアー
本作は1988年3月21日にEPIC・ソニーからLP、CD、CTの3形態でリリースされ、LP盤のリリースは本作が最後となった。リリース当初はA面の収録曲のすべてを岡村が作詞および作曲したことが強調されていたという。また、本作リリース前の広告では「反省の色ナシ」という言葉が使用されており、当時のEPIC・ソニー内では岡村のイメージを掴み切れずに不良のイメージで売り出すためのキャッチフレーズであったが、当の岡村は困惑していたと西岡は述べている。本作からは同年2月1日に「イケナイコトカイ」が先行シングルとしてリリースされたほか、同年4月21日に日本テレビ系テレビアニメ『シティーハンター2』（1988年 - 1989年）のエンディングテーマとして使用された「SUPER GIRL」がリカットとしてリリースされた。
同年4月11日にはNHK総合音楽番組『ジャストポップアップ』（1988年 - 1991年）に出演した。本作を受けたコンサートツアーは「DATE」と題し、1988年12月3日の大阪厚生年金会館 中ホール公演を皮切りに、同年12月8日のサウンドコロシアム MZA 有明公演まで9都市全9公演が実施され、チケットは全会場とも完売となった。さらに「Tour “DATE SPECIAL”」と題した追加公演を1989年2月4日の札幌市民会館公演を皮切りに、同年3月7日の愛知県勤労会館公演まで4都市全5公演が実施された。観客動員数は約1万人となり、チケットは全会場とも即日完売となった。
本作のCD盤は1991年9月30日に再リリースされた。2005年3月16日には8枚組CD+2枚組DVDのボックス・セット『岡村ちゃん大百科～愛蔵盤』に収録される形で紙ジャケット仕様のデジタル・リマスタリング盤として再リリースされた。2012年2月15日にはBlu-spec CDとして再リリースされ、初回プレス分は紙ジャケットおよびピクチャーレーベル仕様となっていた。また、2012年の再リリースに合わせて発表された「岡村靖幸アルバム・ライナー・ノーツ」の募集企画では横山剣（クレイジーケンバンド）、フミ (POLYSICS) 、南Q太、橋本絵莉子（チャットモンチー）、直枝政広（カーネーション）、大根仁、七尾旅人、小出祐介 (Base Ball Bear)、いしわたり淳治、オカモトレイジ (OKAMOTO'S) などのコメントがブックレットに掲載された。

## 批評、チャート成績
| 専門評論家によるレビュー      | 専門評論家によるレビュー |
| レビュー・スコア              | レビュー・スコア         |
| 出典                          | 評価                     |
| ----------------------------- | ------------------------ |
| 月刊カドカワ （暴力温泉芸者） | 肯定的                   |

文芸・音楽誌『月刊カドカワ』1996年5月号において暴力温泉芸者は、通学途中にウォークマンで本作を聴き終わった際に「やっぱり岡村ってスゴイ奴だね!」と思わずバスの中で叫んでしまいそうになったエピソードを披露した上で、岡村に対するイメージがそれまでは「つぼ八とか白木屋とかで店員やってそうな優しいお兄さん」「夏にプールの監視やってそうなお兄さん」というものであり「歌を唄う人」という認識がなかったと述べた上で、本作の楽曲について「こんなに鋭い切れ味を持った楽曲とクールでどこか優しい視点で語られる歌詩」と例え、「俗に云うシンガーソングライターだったなんて初めて知って二度ビックリ!」と衝撃を受けたことを述べた上で肯定的に評価している。
本作のLP盤はオリコンアルバムチャートにて最高位第30位の登場週数5回で売り上げ枚数は0.4万枚、CDおよびCTを含めた総合では最高位42位の登場週数4回で売り上げ枚数は1.7万枚となった。

## 収録曲
- CDブックレットに記載されたクレジットを参照[19]。

| #         | タイトル          | 作詞      | 作曲      | 編曲             | 時間  |
| --------- | ----------------- | --------- | --------- | ---------------- | ----- |
| 1.        | 「19 (nineteen)」 | 岡村靖幸  | 岡村靖幸  | 岡村靖幸         | 3:02  |
| 2.        | 「Super Girl」    | 岡村靖幸  | 岡村靖幸  | 清水信之         | 4:44  |
| 3.        | 「生徒会長」      | 岡村靖幸  | 岡村靖幸  | 岡村靖幸、西平彰 | 3:56  |
| 4.        | 「Lion Heart」    | 岡村靖幸  | 岡村靖幸  | 清水信之         | 4:29  |
| 5.        | 「いじわる」      | 岡村靖幸  | 岡村靖幸  | 岡村靖幸、西平彰 | 4:42  |
| 合計時間: | 合計時間:         | 合計時間: | 合計時間: | 合計時間:        | 20:53 |

| #         | タイトル             | 作詞      | 作曲      | 編曲                                                         | 時間  |
| --------- | -------------------- | --------- | --------- | ------------------------------------------------------------ | ----- |
| 6.        | 「DATE」             | 岡村靖幸  | 岡村靖幸  | 岡村靖幸、横田龍一郎／ストリングス・アレンジメント: 清水信之 | 3:59  |
| 7.        | 「どうかしてるよ」   | 有賀啓雄  | 岡村靖幸  | 有賀啓雄                                                     | 4:54  |
| 8.        | 「うちあわせ」       | 岡村靖幸  | 岡村靖幸  | 清水信之                                                     | 3:28  |
| 9.        | 「不良少女」         | 岡村靖幸  | 岡村靖幸  | 岡村靖幸、西平彰                                             | 3:10  |
| 10.       | 「イケナイコトカイ」 | 岡村靖幸  | 岡村靖幸  | 岡村靖幸、西平彰／ストリングス・アレンジメント: 奈良部匠平   | 5:39  |
| 合計時間: | 合計時間:            | 合計時間: | 合計時間: | 合計時間:                                                    | 21:10 |

| #         | タイトル             | 作詞      | 作曲      | 編曲      | 時間  |
| --------- | -------------------- | --------- | --------- | --------- | ----- |
| 11.       | 「19才の秘かな欲望」 | 戸沢暢美  | 岡村靖幸  | 岡村靖幸  | 4:28  |
| 合計時間: | 合計時間:            | 合計時間: | 合計時間: | 合計時間: | 46:54 |

## スタッフ・クレジット
- CDブックレットに記載されたクレジットを参照[20]。

### 参加ミュージシャン
| 1. 「19 (nineteen)」 - 岡村靖幸 – 全演奏 - 有賀啓雄 – ベース - ジェイク・H・コンセプション – サックス - 松井隆雄 – オペレーション 2. 「Super Girl」 - 清水信之 – 全演奏 - Eve – コーラス 3. 「生徒会長」 - 岡村靖幸 – 全演奏 - 佐橋佳幸 – ギター - 西平彰 – キーボード - Eve - コーラス - 松井隆雄 – オペレーション 4. 「Lion Heart」 - 清水信之 – 全演奏 - 村上 “ポンタ” 秀一 – ドラムス - 飛鳥グループ – ストリングス 5. 「いじわる」 - 岡村靖幸 – 全演奏 - 西平彰 – キーボード - 大滝裕子 – コーラス - 松井隆雄 – オペレーション - 横田龍一郎 – コーラス・アレンジメント 6. 「DATE」 - 岡村靖幸 – ギター、キーボード - 横田龍一郎 – キーボード - 有賀啓雄 – ベース - Digital Boys & Girls – コーラス - さはしりょうすけ - オペレーション | 1. 「どうかしてるよ」 - 小林武史 – キーボード - 高山一也 – ギター - 石川鉄男 – オペレーション 2. 「うちあわせ」 - 清水信之 – 全演奏 - Eve - コーラス 3. 「不良少女」 - 岡村靖幸 – ギター、キーボード - 有賀啓雄 – ベース - 佐橋佳幸 – ギター - 川島裕二 – キーボード - 松井隆雄 – オペレーション 4. 「イケナイコトカイ」 - 岡村靖幸 – ギター - 古田たかし – ドラムス - 有賀啓雄 – ギター - 西平彰 – キーボード - Eve – コーラス - いとうじゅん – コーラス - 杉本和世 – コーラス - 坪倉唯子 – コーラス - デレク・ジャクソン – コーラス - 友田グループ – ストリングス - 松井隆雄 – オペレーション - 奈良部匠平 – ストリングス・アレンジメント 5. 「19才の秘かな欲望」 - 岡村靖幸 – ギター - 横田龍一郎 – キーボード - 有賀啓雄 – ベース - 山木秀夫 – ドラムス - Epic Boys – コーラス - 平石晴己 – オペレーション |

### 録音スタッフ
- Maxine system Company – プロデューサー
- 小林和之（EPIC・ソニー） – コ・プロデューサー
- 小坂洋二（EPIC・ソニー） – コ・プロデューサー
- 早川隆（グラス・カンパニー） – トータル・コーディネート
- 坂元達也 – ミキシング・エンジニア、レコーディング・エンジニア、スペシャル・サンクス
- 中林慶一 – レコーディング・エンジニア
- 本間郁雄 – アシスタント・エンジニア
- よこたしんいち – アシスタント・エンジニア
- 笹原与志一 – アシスタント・エンジニア
- 前田康二（バーニー・グランドマン・マスタリング） – マスタリング・エンジニア

### 制作スタッフ
- 西岡明芳（EPIC・ソニー） – プロモーション・スタッフ
- いしぐりかずひろ (HEART LAND) – プロモーション・スタッフ
- 横田龍一郎 – スペシャル・サンクス
- 植竹敏之 – スペシャル・サンクス

### 美術スタッフ
- 高橋伸明 – アート・ディレクション、デザイン
- 大川直人（アフター・アワーズ・スタジオ） – 写真撮影
- 島田裕子 – スタイリスト
- 中村由美子 – ヘアー&メイク・アップ
- しおざきかつとし – デザイン

### 2012年リイシュー盤スタッフ
- 福田良昭（ソニー・ミュージックダイレクト） – クリエイティブ・ディレクター
- 近藤雅信 (V4) – クリエイティブ・ディレクター
- 小林忠浩 (Aim Design) – アート・ディレクション、デザイン
- 根岸篤男 (Aim Design) – アート・ディレクション、デザイン
- 望月孝則（ソニー・ミュージックコミュニケーションズ） – プロダクト・コーディネーション

## チャート
| チャート         | 最高順位 | 登場週数 | 売上数  | 規格       | 出典  |
| ---------------- | -------- | -------- | ------- | ---------- | ----- |
| 日本（オリコン） | 30位     | 5回      | 0.4万枚 | LP         | [ 3 ] |
| 日本（オリコン） | 42位     | 4回      | 1.7万枚 | LP, CT, CD | [ 4 ] |

## リリース日一覧
| No. | リリース日    | レーベル                                 | 規格         | カタログ番号 | 備考                                                                                           | 出典                |
| --- | ------------- | ---------------------------------------- | ------------ | ------------ | ---------------------------------------------------------------------------------------------- | ------------------- |
| 1   | 1988年3月21日 | EPIC・ソニー                             | LP           | 28-3H-5005   |                                                                                                | [ 5 ]               |
| 2   | 1988年3月21日 | EPIC・ソニー                             | CD           | 32-3H-5005   |                                                                                                | [ 5 ]               |
| 3   | 1988年3月21日 | EPIC・ソニー                             | CT           | 28-6H-5005   |                                                                                                | [ 5 ]               |
| 4   | 1991年9月30日 | EPIC・ソニー                             | CD           | ESCB-1213    |                                                                                                | [ 21 ] [ 22 ] [ 5 ] |
| 5   | 2005年3月16日 | エピックレコードジャパン                 | CD           | ESCL-2622    | ボックス・セット『岡村ちゃん大百科～愛蔵盤』収録、紙ジャケット仕様、デジタル・リマスタリング盤 | [ 23 ] [ 24 ]       |
| 6   | 2012年2月15日 | ソニー・ミュージックダイレクト／GT music | BSCD         | MHCL-20139   | 横山剣およびフミによるライナーノーツが掲載、紙ジャケット仕様、デジタル・リマスタリング盤       | [ 25 ] [ 2 ] [ 5 ]  |
| 7   | 2012年10月1日 | ソニー・ミュージックダイレクト           | AAC-LC       | -            | デジタル・ダウンロード                                                                         | [ 26 ]              |
| 8   | 2012年10月1日 | ソニー・ミュージックダイレクト           | ロスレスFLAC | -            | デジタル・ダウンロード                                                                         | [ 27 ]              |